# Système astronomique d'unités
Le système astronomique d'unités, formellement nommé système de constantes astronomiques de l'Union astronomique internationale (UAI) de 1976 (en anglais : IAU (1976) System of Astronomical Constants), est un système d'unités développé par l'UAI pour l'astronomie.

## Historique
Adopté par l'Union astronomique internationale (UAI) en 1976 et mis à jour de façon notable en 1994 et 2009 (voir Astronomical constant (en)).

## Raisons de la création
Le système fut développé en raison des difficultés de mesurer et d'exprimer des données astronomiques dans le Système international d'unités (SI). En particulier, un nombre important de données précises faisant référence à la position des objets dans le Système solaire qui ne peuvent pas convenablement être exprimées ou utilisées dans le cadre du Système international. À travers un certain nombre de modifications, le système astronomique d'unités reconnaît explicitement les conséquences de la relativité générale, ce qui devait nécessairement être ajouté au Système international d'unités pour traiter de façon précise les données astronomiques.

## Système
Le système astronomique d'unités est un système tridimensionnel, constitué d'une unité de longueur, une de masse et d'une de temps. Les constantes astronomiques associées fixent également les différents référentiels nécessaires aux observations.
Ce système d'unités est purement conventionnel : ni l'unité de longueur (jusqu'en 2012 tout du moins) ni l'unité de masse ne sont de véritables constantes physiques et il existe au moins trois mesures différentes du temps.

### Unité astronomique de temps: le jour
L'unité astronomique de temps est le jour défini comme valant 86 400 secondes. 365,25 jours constituent une année julienne. Le symbole du jour dans le système astronomique d'unités est « D » (en majuscule, alors que c'est « d » dans le Système international d'unités).

### Unité astronomique de masse: la masse solaire
L'unité astronomique de masse est la masse solaire. Le symbole de la masse solaire dans ce système d'unités est « S », bien que M☉ (M pour masse, ☉ étant le symbole du Soleil) soit très souvent utilisé.
La masse solaire est une unité usuelle en astronomie pour exprimer la masse des autres étoiles ou de galaxies et autres structures plus importantes. Par définition, cette masse est égale à celle du Soleil, soit 1,988 92 × 1030 kilogrammes, environ 333 000 fois la masse de la Terre ou 1 048 fois celle de Jupiter.
En pratique, la masse des corps célestes n'apparaissent dans la dynamique du Système solaire que sous la forme du produit GM, où G est la constante de gravitation. Dans le passé, la valeur du produit GM du Soleil ne pouvait être déterminée expérimentalement qu'avec une précision limitée. Sa valeur aujourd'hui acceptée est GM☉ = (1,327 124 420 99 × 1020 ± 1010) m3 s−2.

#### Autres unités de masse, hors système UAI, usuelles en astronomie
Les unités suivantes ne font pas partie du système UAI d'unités mais sont communément utilisées en astronomie.

##### Masse jovienne
La masse jovienne, ou masse de Jupiter, abrégée en MJ, MJup, MJUP ou encore M♃, est par définition une unité de masse égale à celle de la planète Jupiter, soit 1,898 6 × 1027 kilogrammes ou 0,000 954 59 masse solaire ou encore 317,80 masses terrestres. Cette unité est principalement utilisée pour des objets dont la masse est de l'ordre de grandeur de celle de Jupiter, c'est-à-dire les planètes géantes et les naines brunes.

##### Masse terrestre
La masse terrestre, ou masse de la Terre, abrégée en MT, ME (d'après l'anglais Earth) ou plus souvent M⊕, est par définition une unité de masse égale à celle de la planète Terre, soit 5,974 2 × 1024 kilogrammes ou  0,000 003 003 7 masse solaire (1/332 950) ou encore 0,003 146 6 masse jovienne. La masse terrestre est le plus souvent utilisée pour des objets de masse terrestre, c'est-à-dire des planètes telluriques, super-Terres ou satellites naturels massifs.

##### Autres unités
La masse des autres planètes et de certains objets moins massifs (Lune et Pluton notamment) du Système solaire est parfois aussi utilisée comme référence. C'est notamment le cas de la masse de Neptune pour les planètes de type « Neptune » dont la masse atteint d'une dizaine à une trentaine de masses terrestres.

### Unité astronomique de longueur: l'«unité astronomique»
Depuis l'assemblée générale de l'Union astronomique internationale de 2012, l'unité astronomique a une valeur fixée exactement égale à 149 597 870 700 mètres. Ceci correspond approximativement à la valeur moyenne actuelle de la distance entre la Terre et le Soleil sur laquelle la définition de cette unité était historiquement fondée.
L'expression « distance unité » est parfois aussi utilisée pour désigner l'unité astronomique de distance, dont le symbole est A[réf. souhaitée], même si dans l'usage courant cette unité est simplement appelée « unité astronomique », de symbole au (recommandé par l'UAI depuis 2012), AU (usuel en anglais) ou ua (abréviation recommandée par l'UAI jusqu'en 2012, toujours fréquemment utilisée dans les textes francophones).

#### Autres unités de distance, hors du système de l'UAI, couramment utilisées en astronomie
| Types de distances à mesurer           | Unité(s) généralement utilisée(s)                                                                                              | Équivalence en mètres                                                                         | Commentaire                                                                        |
| -------------------------------------- | --- | --------------------------------------------------------------------------------------------- | ---------------------------------------------------------------------------------- |
| Distances de satellites artificiels    | kilomètre | 1 × 103                                                                                       | valeur exacte                                                                      |
| Distances d'objets proches de la Terre | mégamètre seconde-lumière distance lunaire                                                                                     | 1 × 106 2,997 924 58 × 108 3,844 × 108                                                        | valeur exacte valeur exacte valeur approximative                                   |
| Distances planétaires                  | rayon solaire nominal gigamètre minute-lumière unité astronomique spat (obsolète, du latin spatium) ou téramètre heure-lumière | 6,957 × 108 1 × 109 1,798 754 748 × 1010 1,495 978 707 × 1011 1 × 1012 1,079 252 848 8 × 1012 | valeur exacte valeur exacte valeur exacte                                          |
| Distances des étoiles proches          | année-lumière parsec | 9,460 730 472 580 8 × 1015 3,084 × 1016                                                       | valeur exacte, = 365,25 c*D valeur approximative (valeur exacte : (648 000/pi) ua) |
| Distances à l'échelle galactique       | kiloparsec siriomètre | 3,084 × 1019 1,495 978 707 × 1017                                                             | valeur approximative = 1 000 000 ua ; définition variable                          |
| Distances des galaxies proches         | mégaparsec | 3,084 × 1022                                                                                  | valeur approximative                                                               |
| Distance des galaxies lointaines       | gigaparsec | 3,084 × 1025                                                                                  | valeur approximative                                                               |

La distance des galaxies lointaines n'est généralement pas exprimée en unité de distance à proprement dire mais en termes de décalage vers le rouge (en anglais : redshift), noté z. Les raisons de ce choix sont que la conversion de ce redshift en unités de distance requiert de connaître la valeur de la constante de Hubble, laquelle n'était pas précisément mesurée jusqu'au début du XXIe siècle, et qu'à l'échelle des distances cosmologiques, la courbure de l'espace-temps permet de donner plusieurs définitions de la distance. Par exemple, la distance définie par la durée que met la lumière pour rejoindre l'observateur est différente de celle définie par la taille apparente d'un objet.